# モーリス・トンプソン (第2代ヘイヴァーシャム男爵)
第2代ヘイヴァーシャム男爵モーリス・トンプソン（英語: Maurice Thompson, 2nd Baron Haversham、1675年 – 1745年4月11日）はイギリスの貴族、政治家。1696年から1710年までモーリス・トンプソン閣下の儀礼称号を使用した。

## 生涯
初代ヘイヴァーシャム男爵ジョン・トンプソンとフランシス・アンズリー（Frances Annesley、1648年頃 – 1705年3月8日、初代アングルシー伯爵アーサー・アンズリーの娘）の息子として生まれた。1692年にリンカーン法曹院に入学したが、翌年にオランダを旅した。
1695年、近衛歩兵第1連隊の大尉として大同盟戦争に参戦、ナミュール包囲戦で負傷した。その後、1697年にコールドストリームガーズに転じ、1702年1月に陸軍から引退した。
政治では1695年イングランド総選挙でブレッチングリー選挙区から出馬して当選、当初よりコート派として目されたものの議会で目立った活躍はなく（開会直後にジョン・グランヴィル閣下とウィリアム3世の王位継承権について口論したという事件はあった）、1696年に父が叙爵された後の1698年イングランド総選挙で父の選挙区だったガットン選挙区に転じた。1701年にはジャントーの弾劾をめぐって父が貴族院で、自身が庶民院で論争を起こし、同年12月に庶民院議長ロバート・ハーレーが党派別の議院一覧を作成したときは父子ともにホイッグ党所属とされた。しかし、政治への興味は父よりも薄く、1704年に父がアッパー・ガットンの邸宅を売却したときは（ガットン選挙区の議席を失うことを意味したにもかかわらず）同意したものとみられる。そのため、1705年に庶民院から去り、1710年に議会に戻ってきたときは貴族院議員としてだった。
1710年11月1日に父が死去すると、ヘイヴァーシャム男爵の爵位を継承した。貴族院でもホイッグ党員としてふるまい、その褒賞として1717年7月に関税関連の官職を任命された（1718年に退任）。任命の時期からして、後にイギリス首相となるロバート・ウォルポールの盟友ではないとされる。
1728年にヘイヴァーシャムの領地を売却した後、1745年4月11日にロンドンで死去、19日にヘイヴァーシャムで埋葬された。息子がおらず2人の娘に先立たれており、爵位は全て断絶、遺産は孫娘が継承した。

## 家族
1703年10月18日、エリザベス・スミス（Elizabeth Smith、1712年2月21日没、ジョン・スミスの娘）と結婚、2女を儲けた。
- エリザベス（1745年以前没） - 1724年、ジョン・カーター（John Carter）と結婚、子供あり[3]
- アン（1737年没） - リチャード・レノルズ（Richard Reynolds）と結婚[3]

1737年8月16日、エリザベス・アンズリー（Elizabeth Annesley、1699年頃 – 1772年11月5日、第3代アルサム男爵リチャード・アンズリーの娘）と再婚したが、2人の間に子供はいなかった。